# Metawithius spiniventer pauper
Metawithius spiniventer pauper es una subespecie de arácnido del orden Pseudoscorpionida de la familia Withiidae.

## Distribución geográfica
Se encuentra en Indonesia.